# Kromidovo
Kromidovo (în bulgară Кромидово) este un sat în Obștina Petrici, Regiunea Blagoevgrad, Bulgaria.

## Demografie
Componența etnică a satului Kromidovo
     Bulgari (95,33%)
     Nicio identificare (1,33%)
     Altele (3,33%)
La recensământul din 2011, populația satului Kromidovo era de 150 locuitori. Din punct de vedere etnic, majoritatea locuitorilor (95,33%) erau bulgari. Pentru 1,33% din locuitori nu este cunoscută apartenența etnică.